# Chrysogone Diangouaya
Chrysogone Diangouaya (Brazzaville, República del Congo, 7 de agosto de 1967) es un bailarín y coreógrafo congoleño, considerado el precursor de la danza contemporánea en su país. Además de su faceta como emprendedor y escritor, Diangouaya es el promotor de la compañía de ballet-teatro Monana, así como productor de diversos eventos culturales. En los años 2000 se instaló en Francia, colaborando en el desarrollo de varios espectáculos para el Centro de Danza Chrysogone Diangouaya.

## Obras
- Lofomboli, l’oiseau aux pouvoirs magiques (2012), Ediciones Chrysogone, París.[6]
- Contes, comptines et berceuses du Congo-Brazzaville (2014), Ediciones Acoria, París.[7]
- Le cri de la girafe (2015), Conte, Ediciones Chrysogone, París.[6]
- La tortue et le cochon (2016), Conte, Ediciones Chrysogone, París.[6]
- Le cri de la girafe (2018), Conte, Ediciones Chrysogone, París.[8]